# Мой Онегин
«Мой Онегин» — спектакль по роману в стихах «Евгений Онегин»  Александра Сергеевича Пушкина. Главные роли в спектакле исполняют российский актёр театра и кино, лауреат премии «Золотой Орёл» Кирилл Зайцев и актриса, оперная певица, лауреат международных вокальных конкурсов и лауреат городских фортепианных конкурсов Мария Берар. Премьера спектакля состоялась 13 ноября 2024 года в Московском Губернском театре при участии Фонда Сергея Безрукова..

## Спектакль
Режиссёр спектакля «Мой Онегин» Елена Чёрная решила соединить вместе драму и оперное искусство. В спектакле звучат фрагменты из оперы «Евгений Онегин» Петра Ильича Чайковского: самые знаменитые, ключевые сцены Татьяны Лариной идут в оперном исполнении Марии Берар..  Также в спектакле присутствует видеопроекции из иллюстраций художников Василия Гельмерсена и Владимира Свитальского.

## Создатели спектакля
- Режиссёр-постановщик и инсценировка — Елена Чёрная
- Художник-постановщик — Роман Муромцев
- Художник по костюмам — Екатерина Гофман
- Художник по свету — Денис Солнцев
- Звукорежиссёр — Екатерина Мочалина